# 巨石阵灾劫
《巨石阵灾劫》（英語：Stonehenge Apocalypse），2010年6月12日在美国上映的灾难片。

## 剧情
雅格·格拉泽是一个科学家，科学广播谈话节目的主持人，他对英国巨石阵和附近的怪异稻田有着浓厚的兴趣。
史前巨石阵已经开始运作，它的电磁释放出史无前例的能量。
在科学家和考古学家到来之前，地球上的生命都将被摧毁，巨石阵的电磁场链接到地球的火山群。
与此同时，约瑟夫·雷斯曼根据古老的启示录，在美国缅因州的金字塔，等待下一个时代地球上生命的祖先。

## 主演
- 米沙·克林斯 饰演 雅格·格拉泽，科学家，科学广播谈话节目的主持人。
- 泰利·希金森 饰演 利兹博士。
- 彼得·温费尔德 饰演 约翰·特劳斯代尔博士。
- 希尔·哈珀 饰演 约瑟夫·雷斯曼

## 花絮
《巨石阵灾劫》上映时吸引了210万观众。